# Ophiusa parcemacula
Ophiusa parcemacula là một loài bướm đêm thuộc họ Erebidae. Nó được tìm thấy ở New Guinea, Nouvelle-Calédonie và miền bắc half của Úc.
Sải cánh dài khoảng 60 mm.
Ấu trùng ăn Loranthaceae và Melaleuca quinquenervia.

## Hình ảnh

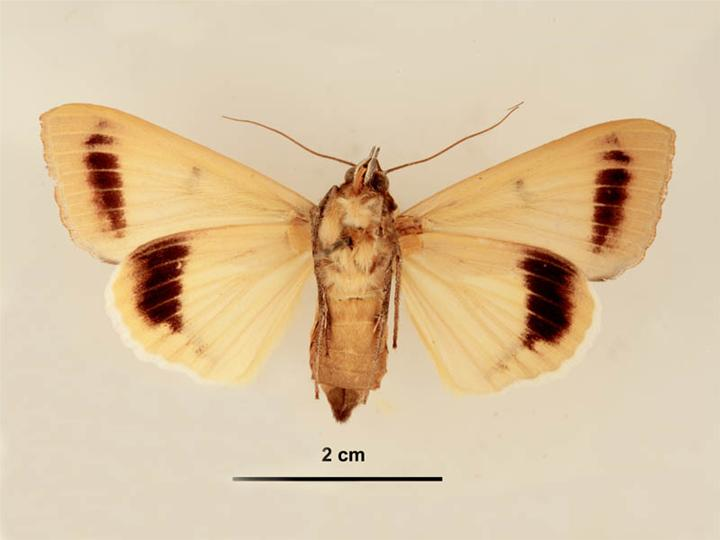
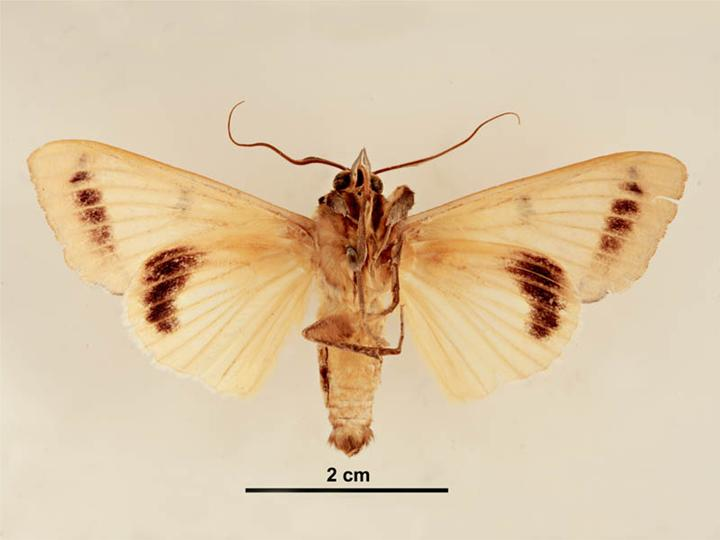